# Software sistem
Software-ul de sistem este un software conceput pentru a furniza o platformă pentru alt software. Exemple de software de sistem includ sisteme de operare precum macOS, GNU/Linux și Microsoft Windows, software științific computațional, motoare de jocuri, automatizare industrială și software ca aplicații de servicii.
Spre deosebire de software-ul de sistem, software-ul care permite utilizatorilor să efectueze sarcini orientate către utilizatori, cum ar fi crearea de documente text, jocuri, ascultarea muzicii sau navigarea pe web, sunt denumite în mod colectiv software de aplicație.
În primele zile ale calculării cea mai mare parte a software-ului de aplicație a fost scris personalizat de către utilizatorii de calculatoare pentru a se potrivi cu specificul hardware și cerințele lor. În schimb, software-ul de sistem a fost furnizat de obicei de către producătorul hardware-ului computerului și a fost destinat să fie utilizat de majoritatea sau toți utilizatorii sistemului respectiv.
Linia în care ar trebui să se facă distincția nu este întotdeauna clară. Multe sisteme de operare oferă software de aplicații. Un astfel de software nu este considerat software de sistem atunci când poate fi dezinstalat, de obicei, fără a afecta funcționarea altor programe software. Excepții ar putea fi, de ex. navigator web, cum ar fi Internet Explorer, în care Microsoft a susținut în instanță că este vorba despre un software de sistem care nu putea fi dezinstalat. Exemple ulterioare sunt Chrome OS și Firefox OS în care browserul funcționează ca singura interfață de utilizator și singura modalitate de a rula programe (iar alte browsere web nu pot fi instalate la locul lor), atunci pot fi argumentate că sunt (o parte din) sistemul de operare și, prin urmare, software-ul sistemului.
Un alt exemplu de linie de frontieră este software-ul bazat pe cloud. Acest software oferă servicii unui client software (de obicei un browser web sau o aplicație JavaScript care rulează în browserul web), nu utilizatorului direct și este, prin urmare, un software pentru sisteme. De asemenea, este dezvoltat folosind metodologii de programare a sistemelor și limbaje de programare a sistemelor. Cu toate acestea, din perspectiva funcționalității, există o mică diferență între o aplicație web de procesare a textului și cea web.

## Vezi și
- Programarea sistemului
- Limbaj de programare a sistemului
- Programe utilitare mainframe IBM

Software de sistem pentru console de jocuri video
- Din Microsoft:

Software sistem Xbox 360
Software sistem Xbox One
- Din Nintendo:

Software sistem Wii
Software sistem Wii U
Software sistem Nintendo DSi
Software sistem Nintendo 3DS
Software sistem Nintendo Switch
- Din Sony:

Software sistem PlayStation 3
Software sistem PlayStation 4
Software sistem PlayStation Portable
Software sistem PlayStation Vita

## Legături externe
- Sammet, Jean (octombrie 1971). „Brief Survey of Languages Used for Systems Implementation”. ACM SIGPLAN Notices. 6 (9): 1–19. doi:10.1145/942596.807055.